# Maria Simeanu
Maria Simeanu (Rumania, 15 de agosto de 1964) es una atleta rumana retirada especializada en la prueba de 800 m, en la que consiguió ser medallista de bronce mundial en pista cubierta en 1985.

## Carrera deportiva
En los Juegos Mundiales en Pista Cubierta de 1985 ganó la medalla de bronce en los 800 metros, con un tiempo de 2:05.51 segundos, tras su paisana rumana Cristieana Cojocaru y la británica Jane Finch (plata).